# Tavo akys
Tavo akys – singel litewskiego zespołu muzycznego Katarsis, wydany 31 stycznia 2025 roku. Kompozycja będzie reprezentować Litwę w 69. Konkursie Piosenki Eurowizji (2025).

## Tło i kompozycja
Utwór został wyprodukowany przez Jurgisa Masilionisa a tekst stworzył członek zespołu Lukas Radzevičius. Według wokalisty zespołu Lukasa Radzevičiusa tekst przedstawia jego osobiste „spostrzeżenie na temat relacji międzyludzkich” oraz określił utwór „najbardziej poważnym w historii twórczości zespołu”, dodając „że będzie to odpowiednia piosenka na konkurs z jej alternatywnym charakterem”.

## Konkurs Piosenki Eurowizji
11 grudnia 2024 utwór zakwalifikował się do stawki preselekcji Eurovizija.LT. 1 lutego 2025 utwór z czwartego półfinału eliminacji zakwalifikował się do finału. 15 lutego 2025 piosenka zwyciężyła superfinał preselekcji otrzymując 15 889 głosów telewidzów, dzięki czemu będzie reprezentować Litwę w Konkursie Piosenki Eurowizji 2025 w Bazylei. Utwór zostanie zaprezentowany podczas drugiego półfinału 15 maja 2025.

## Notowania
| Kraj  | Lista (2025)           | Najwyższa pozycja |
| ----- | ---------------------- | ----------------- |
| Litwa | Radio Airplay (Tophit) | 90                |
| Litwa | Singlų Top 100         | 1                 |